# Sabina Actis-Orelia
Sabina Actis-Orelia (Milano, 19 settembre 1920 – Venezia, 31 maggio 2010) è stata un soprano leggero italiana.

## Biografia
Di lei si sa pochissimo. Le informazioni che abbiamo sono ricavate dal costituendo "Fondo Sabina Actis-Orelia".

### I primi anni
Ultima figlia di Giovanni Actis-Orelia e di Paolina Gioanina, ritenuta “enfant prodige” dai 3 anni d'età, fortemente sostenuta dal fratello Mario (1908-1939) nella sua vocazione musicale, si iscrisse al Conservatorio Giuseppe Verdi di Milano.

### Gli esordi
Alcuni dati certi:
- 1934:1º premio per il canto del Comune di Milano[3];

tra il 1934 ed il 1938:
- 1934 voce solista in uno spettacolo (“Jephte” di Carissimi) messo in scena dal Conservatorio al Castello Sforzesco e diretto da Felice Lattuada. La sua voce e la capacità espressiva sono menzionate in recensione[4];
- “Nannetta” in Falstaff, in uno spettacolo dei giovani del Conservatorio alla “Famiglia Artistica” di Milano[5];
- 30 novembre 1938: è giudicata “la meglio riuscita” dalla Commissione[6] presieduta dal Cav. Maestro Pietro Vecchi. Viene deciso di “farla sentire in pubblico”.

### Il debutto al Duse di Brescia il 26 dicembre 1939
- 26 dicembre 1939: a pochi mesi dalla tragica scomparsa dell'amatissimo fratello Mario, debutta, al Teatro Duse di Brescia, nel ruolo di Lucia in Lucia di Lammermoor, (tenore Francesco Savarino, maestro Aldo Felizianetti). Il successo è grandissimo. Oltre alla splendida voce, il mondo dell'opera si trova davanti un'interprete con capacità sceniche ed il fisico ideale per interpretare parti romantiche. Sabina è giovane, bella, agile, ed ha splendidi capelli biondi che le scendono sulle spalle ed illuminano la scena. La critica la ritiene una rivelazione[7]. Al debutto (promesso al fratello) andrà sola. La madre Paolina, che porterà l'abito a lutto per tutta la vita, non vedrà Sabina sulla scena.

### Gli anni 1940-1941
L'Italia è in guerra, ma al successo di Brescia segue comunque un'attività intensa per la giovanissima soprano.
- 1940: è Lucia in Lucia di Lamermoor al Puccini di Milano (tenore Vasile Staculescu, maestro Paolo Lomonaco). La recensione[8] riferisce dell'affermazione in crescendo continuo della giovanissima cantante;
- luglio 1940: è Gilda in Rigoletto al Teatro Carignano di Torino con il baritono Antenore Reali, il tenore Angelo Mercuriali, il basso Rodolfo Serra, il mezzo soprano Liana Avogadro. direttore, Mario Braggio;
- nel dicembre 1940 è Rosina ne Il barbiere di Siviglia, Teatro Silvio Pellico di Saronno con il complesso canoro degli “Artisti Associati”;
- 1941: Concerto al Piccinni di Bari con il tenore Gaetano Stella. “Come per me sereno” della Sonnambula, “Cabaletta” e “Regnava nel silenzio”. Con Stella: 2º atto del Rigoletto, duetto;
- 1941: è Gilda in Rigoletto al teatro Piccinni di Bari con il baritono inglese William Dickie e il tenore Mino Longo, direttore Gioacchino Ligonzo.
- 19 ottobre 1941: è Rosina ne Il Barbiere di Siviglia, Teatro Silvio Pellico di Saronno con Leonildo Basi e Giacomo Artignani, direttore Oscar Anselmi.

### Il debutto alla Scala il 21 ottobre 1942
- 21 ottobre 1942: debutto al Teatro alla Scala. Interpreta Ariel in La Tempesta di Felice Lattuada (maestro Angelo Questa). assiste alla "prima" il padre Giovanni Actis-Orelia.

Felice Lattuada scrive di lei “insuperabile Ariele nella mia Tempesta alla Scala”.
L'opera è trasmessa in diretta alla radio.

### Gli anni 1942-1944
- agosto 1942: fa parte del cast del film “La primadonna” di Ivo Perilli (con María Mercader e Marina Berti) che offre uno “spaccato” del Teatro scaligero in quegli anni. Lo si deduce da una foto di scena del film che la ritrae mentre canta e dalla tessera del cast. Il film non ebbe successo e giace in archivio a Roma senza, al momento, possibilità di recupero.
- Tra il 1940 e il 1944 (da recensioni senza giorno, mese, anno) sappiamo che interpreta Rosina in Barbiere al Teatro Apollo di Cascina (PI) con il tenore Vasco Carmignani, il tenore Artioli e il basso Folli, direttore Serantoni.
- febbraio 1944:ricaviamo che è in scena ad Aosta. Lo si deduce da una cartolina scritta a Giovanni Vecchi (poi suo marito) in data 22 febbraio 1944.
- 28 ottobre 1944: è Gilda in Rigoletto al Teatro Impero di Varese[11]. Altri interpreti: Enrico De Franceschi, Malipiero, Antonio Righetti, Edmea Pollini, Antonio Uxa, direttore d'orchestra, Maestro Strano.

### Il successo alla Fenice
Nella primavera del 1945 è alla Fenice. La sua interpretazione di Gilda in Rigoletto si alterna a quella di Toti Dal Monte. La fama di Toti dal Monte è agli apici, ma la giovanissima cantante si impone alla critica.
Toti dal Monte sta concludendo la sua carriera, Sabina Actis-Orelia ha davanti a sé quella che sembra una lunga carriera tutta da scrivere. È in questo periodo che si guarda a lei come all'erede naturale della Toti.
- 25 aprile 1945 (replica 8, 10, 12 maggio): è Oscar in Un ballo in maschera al Teatro la Fenice con Mario Del Monaco, Mercedes Fortunati, direttore Alfredo Simonetto;
- 15 (e 17 maggio) 1945: è Fanny in La cambiale di matrimonio al Teatro la Fenice con Marco Stefanoni, Enrico Lombardi, Antonio Cassinelli, Ada Bertelle. Direttore Armando La Rosa Parodi;
- 23 (e 25, 27 e 30) maggio 1945 (recensione): è Gilda in Rigoletto alla Fenice con Aldo Poyesi, Piero Biasini, Vanda Del Lago, direttore Nino Sanzogno. Per link www.archiviostoricolafenice.org, Rigoletto B0224 (n.2 foto: fine 2º atto "Tutte le feste al tempio" e atto 3º "Quartetto").
- 31 maggio 1945: Concerto popolare di musiche operistiche alla Fenice con Mario Del Monaco, Toti Dal Monte, direttore Nino Sanzogno.

### Prima interruzione della carriera (1945-1949)
Nel 1945 sposa, a Venezia, Giovanni Vecchi e le viene imposto di chiudere la propria carriera d'artista. Lo leggiamo in una lettera perentoria di Giovanni Vecchi, conservata presso il "Fondo". Sabina proviene da una famiglia molto religiosa che non ha mai sostenuto la sua vocazione artistica. Il suo vero sostegno era stato il fratello Mario (l'aveva anche sostenuta economicamente in prima persona, come si ricava dalle lettere di Mario a Sabina inviatele da Manila, Hong Kong e Shanghai dove si era trasferito per lavoro). Oltre al diploma del conservatorio, quale "condicio sine qua non" si era diplomata Maestra. Viene incentivata a riprendere gli studi, a studiare per superare l'anno propedeutico e ad iscriversi all'Università, a Magistero. Giovanni Vecchi, brillante studioso, ha già due lauree, è assistente all'Università Cattolica di Milano ed ha "in pectore" la libera docenza in Estetica.
La pressione su di lei è fortissima e lo scenario di fine guerra precario ed inquietante. Si piega, lascia il teatro e riprende a studiare. Supererà l'anno propedeutico, ma il salto dal successo delle scene a questa nuova prospettiva di vita è troppo forte. Seguirà un periodo di grave esaurimento.

### Il ritorno sulle scene (1949-1952)
Dopo 4 anni di interruzione:
- nell'aprile 1949[12] ritorna sulla scena nel ruolo di Rosina in Barbiere di Siviglia al Teatro Italia di Pisa con Walter Artioli e Vasco Carmignani. Segue una ripresa di attività sostenuta da scritture a Venezia, alla Fenice.
- Il 4 e 5 agosto 1949 è Rosina in Barbiere di Siviglia a Venezia, “Teatro dei 4000”, con Marco Stefanoni, Amerigo Gentilini, direttore: Bruno Bogo;
- 30 dicembre 1949 (e 4 e 8 gennaio 1950) è Primo Fiore in Parsifal alla Fenice con Gunther Treptow, Anny Konetzni, Tancredi Pasero, direttore Herbert Albert;
- 8, 10, 14 gennaio 1951 è Walter in La Wally, alla Fenice, con Rolando Panerai, Duilio Baronti, direttore Antonino Votto;
- 12 e 14 aprile 1952 è Ada e Primo Arcangelo, alla Fenice, in I misteri gloriosi di Nino Cattozzo, con Antonio Cassinelli, Glauco Scarlini, Fernanda Cadoni, direttore Vittorio Gui.

Non si trovano, per ora, tracce delle sue interpretazioni di Adina in L'elisir d'amore (vi è un accenno di ciò in una dedica di Ettore Gracis a Sabina in un libretto dell'edizione dell'Elisir, stagione 1976/77, alla Fenice, documento custodito presso il "Fondo"), né di Amina (La sonnambula), né di Musetta (La Bohème).
La sua interpretazione “indimenticabile” di Gilda è ricordata in uno scritto (del 12 febbraio del 1973) di pugno di Maria Gracis a Sabina, firmato “Maria e Ettore” (documento custodito presso il "Fondo").

### Seconda e definitiva interruzione della carriera (1953-2010)
Nel 1953 interrompe definitivamente la carriera.
Lasciato per sempre il teatro, segue il marito all'estero (Germania, Austria, ancora Germania, Egitto e Paesi dell'allora R.A.U., Belgio, Francia, Romania) per circa 25 anni e si chiude nel più stretto anonimato. Didascalie di foto di giornali dell'epoca la ritraggono, al fianco del marito, quale "Mme Vecchi".

### Gli ultimi anni
Solo dopo la scomparsa del marito (27 dicembre 2001) Sabina Actis-Orelia si riavvicinerà alla musica.
Oramai prossima alla cecità, farà della radio la sua più cara amica.
Gli ultimi mesi della sua vita sono totalmente immersi nella musica. Rivela a chi la assiste: "Io volevo solo cantare. Come Tosca avrei voluto solo vivere d'arte".
Dopo la sua scomparsa, verranno ritrovati ammucchiati in un magazzino libri e spartiti e, protetti da una intercapedine della sua abitazione, come da lei indicato, le documentazioni e gli scritti che fanno parte, ora, del “Fondo Sabina Actis-Orelia”.
Riposa nel cimitero dell'Isola di San Michele di Venezia, accanto al marito, come da lui voluto e predisposto.

### Registrazioni
Le sue registrazioni su nastro, non conservate dalla famiglia, sono andate perdute.
Dai dati a disposizione, ricostruiamo che la sua voce è stata registrata per essere trasmessa alla radio, nelle seguenti date:
- 27 settembre 1944[13];
- 26 maggio 1951, ore 20.45: Trasmissione Radio Monteceneri. Direttore Leopoldo Casella: brani di Cimarosa, Mozart, Proch, Verdi, Rossini;
- 22 aprile 1953, registrazione alla RAI[14].

### Incisioni
È stato ritrovato, presso il collezionista Rocco Brunetti (che l'ha ceduto al "Fondo") un gruppo di 3 dischi (6 facciate) di una favola per bambini "Viaggio in una bolla di sapone" (non si sa la data di incisione) in cui Sabina Actis-Orelia è nella parte della "Fata buona". L'etichetta non riporta nemmeno il suo nome (il suo intervento, in parte recitato, si riduce a solo 4 brani), ma è certo (ricordi-testimonianze) che la voce della fata è la sua.

### Il mito della voce perduta
I tentativi di ritrovare registrazioni presso la Rai non hanno prodotto per ora risultati, mentre Radio Monteceneri ha nei suoi archivi le sue registrazioni e ci si augura che in un futuro recupero ci sia dato di ascoltare e salvare la voce di questa artista così descritta nel 1944:
"Una rivelazione è stata Sabina Actis-Orelia, che ci auguriamo di risentire. Intanto la presentiamo a coloro che non erano ieri sera a Teatro: bella, giovanissima, ricca di sensibilità musicale e scenica, dotata di una voce che è un ruscello di monte per freschezza e purezza di timbro".
Scriveva Felice Lattuada dell'Ariel della sua Tempesta, poi interpretato da Sabina definita "insuperabile" dallo stesso compositore: “Ariele è tutta musica, appare sempre al suono di strumenti strani, cantando arie dolci o gravi e solenni. - Ariele vive di suoni e le parole della più alta poesia non bastano per lei.” e, in una lettera datata 16 maggio 1944, dopo avere assistito a Rigoletto il compositore scriveva "... ti dico che Verdi redivivo sarebbe stato toccato dai tuoi accenti....cara Sabina, caro Ariele che hai attraversato i miei cieli dominando la Tempesta"  Da lettera manoscritta di Felice Lattuada conservata presso il "Fondo".
È così che vogliamo ricordarla.